# بير بونس
بير بونس (بالإسبانية: Pere Ponce)‏ (و. 1964 – م) هو ممثل من إسبانيا. ولد في طرطوشة.

## وصلات خارجية
- بير بونس على موقع IMDb (الإنجليزية)
- بير بونس على موقع قاعدة بيانات الأفلام العربية
- بير بونس على موقع ألو سيني (الفرنسية)
- بير بونس على موقع أول موفي (الإنجليزية)
- بير بونس على موقع قاعدة بيانات الفيلم (الإنجليزية)
- بير بونس على موقع كينوبويسك (الروسية)